# Glenea bidiscovittata
Glenea bidiscovittata là một loài bọ cánh cứng trong họ Cerambycidae.